# Annad Obid
Annad Obid Twaresh (3 agosto 1955) è un ex calciatore iracheno, di ruolo difensore.

## Carriera
Con la Nazionale irachena ha partecipato ai Mondiali 1986 disputando una partita.